# Europese kampioenschappen badminton 1998
De 16e editie van het Europees kampioenschap badminton werd georganiseerd door de Bulgaarse stad Sofia. Het toernooi duurde van 18 april 1998 tot en met 25 april 1998.
De Nederlandse ploeg won op het toernooi een zilveren en een bronzen medaille. De Deense ploeg nam vijf van de zes gouden medailles mee naar huis.

## Medaillewinnaars
| Onderdeel      | 1e plaats                   | 2e plaats                         | 3e plaats                             |
| -------------- | --------------------------- | --------------------------------- | ------------------------------------- |
| Mannen enkel   | Peter Gade                  | Kenneth Jonassen                  | Peter Rasmussen                       |
| Mannen enkel   | Peter Gade                  | Kenneth Jonassen                  | Poul-Erik Høyer Larsen                |
| Vrouwen enkel  | Camilla Martin              | Kelly Morgan                      | Mette Pedersen                        |
| Vrouwen enkel  | Camilla Martin              | Kelly Morgan                      | Mette Sørensen                        |
| Mannen dubbel  | Chris Hunt Simon Archer     | Pär-Gunnar Jonsson Peter Axelsson | Julian Robertson Nathan Robertson     |
| Mannen dubbel  | Chris Hunt Simon Archer     | Pär-Gunnar Jonsson Peter Axelsson | Jon Holst Christensen Michael Søgaard |
| Vrouwen dubbel | Rikke Olsen Marlene Thomsen | Maike Vangen Ann Jørgensen        | Donna Kellogg Joanne Goode            |
| Vrouwen dubbel | Rikke Olsen Marlene Thomsen | Maike Vangen Ann Jørgensen        | Erica van den Heuvel Monique Hoogland |
| Gemengd dubbel | Michael Søgaard Rikke Olsen | Michael Keck Erica van den Heuvel | Simon Archer Joanne Goode             |
| Gemengd dubbel | Michael Søgaard Rikke Olsen | Michael Keck Erica van den Heuvel | Jon Holst Christensen Ann Jørgensen   |
| Landen         | Denemarken                  | Engeland                          | Zweden                                |

## Medailletabel
| Plaats | Land       | Goud | Zilver | Brons | Totaal |
| 1      | Denemarken | 5    | 2      | 6     | 13     |
| 2      | Engeland   | 1    | 1      | 3     | 5      |
| 3      | Zweden     | 0    | 1      | 1     | 2      |
| 4      | Wales      | 0    | 1      | 0     | 1      |
| 5      | Nederland  | 0    | 0,5    | 1     | 1,5    |
| 6      | Duitsland  | 0    | 0,5    | 0     | 0,5    |
| Totaal | Totaal     | 6    | 6      | 11    | 23     |